# Polymerus venaticus
Polymerus venaticus är en insektsart som först beskrevs av Philip Reese Uhler 1872.  Polymerus venaticus ingår i släktet Polymerus och familjen ängsskinnbaggar. Inga underarter finns listade i Catalogue of Life.